# Celil Sağır
Celil Sağır (Samsun, 15 aprile 1974) è un ex calciatore turco, di ruolo centrocampista.

## Palmarès

### Club

#### Competizioni nazionali
- Campionato turco: 1

Fenerbahçe: 2000-2001